# جاستين غلاد
جاستين غلاد (بالإنجليزية: Justen Glad)‏ (28 فبراير 1997 بباسادينا في الولايات المتحدة - ) هو لاعب كرة قدم أمريكي في مركز الدفاع. شارك مع منتخب الولايات المتحدة تحت 17 سنة لكرة القدم ومنتخب الولايات المتحدة تحت 18 سنة لكرة القدم ومنتخب الولايات المتحدة تحت 20 سنة لكرة القدم. أما مع النوادي، فقد لعب مع ريال سالت ليك وريال موناركس.

## وصلات خارجية
- جاستين غلاد على موقع الدوري الأمريكي (الإنجليزية)
- جاستين غلاد على موقع قاعدة بيانات كرة القدم.إي يو (الإنجليزية)
- جاستين غلاد على موقع Soccerway.com (الإنجليزية)
- جاستين غلاد على موقع AS.com (الإسبانية)